# Le Bosc (Hérault)
Le Bosc (okzitanisch: Lo Bòsc) ist ein Ort und eine südfranzösische Gemeinde mit 1.406 Einwohnern (Stand: 1. Januar 2022) im Département Hérault in der Region Okzitanien (vor 2016: Languedoc-Roussillon). Die Gemeinde gehört zum Arrondissement Lodève und zum Kanton Lodève. Die Einwohner werden Boscois genannt.

## Lage
Le Bosc liegt etwa 41 Kilometer westnordwestlich von Montpellier im Weinbaugebiet Clairette du Languedoc. Umgeben wird Le Bosc von den Nachbargemeinden Saint-Privat und Usclas-du-Bosc im Norden, Saint-Jean-de-la-Blaquière im Osten, Saint-Guiraud und Ceyras im Südosten, Lacoste im Süden und Südosten, Clermont-l’Hérault und Celles im Süden, Le Puech im Westen und Südwesten, Lodève im Westen sowie Soumont im Westen und Nordwesten.
Am West- und Südrand der Gemeinde führt die Autoroute A75 entlang.

## Bevölkerungsentwicklung
| Jahr                       | 1962 | 1968 | 1975 | 1982 | 1990 | 1999 | 2006 | 2017 |
| Einwohner                  | 634  | 658  | 587  | 651  | 679  | 739  | 1046 | 1345 |
| Quellen: Cassini und INSEE |      |      |      |      |      |      |      |      |

## Sehenswürdigkeiten
- Dolmen
- Kirche Saint-Pierre in Loiras

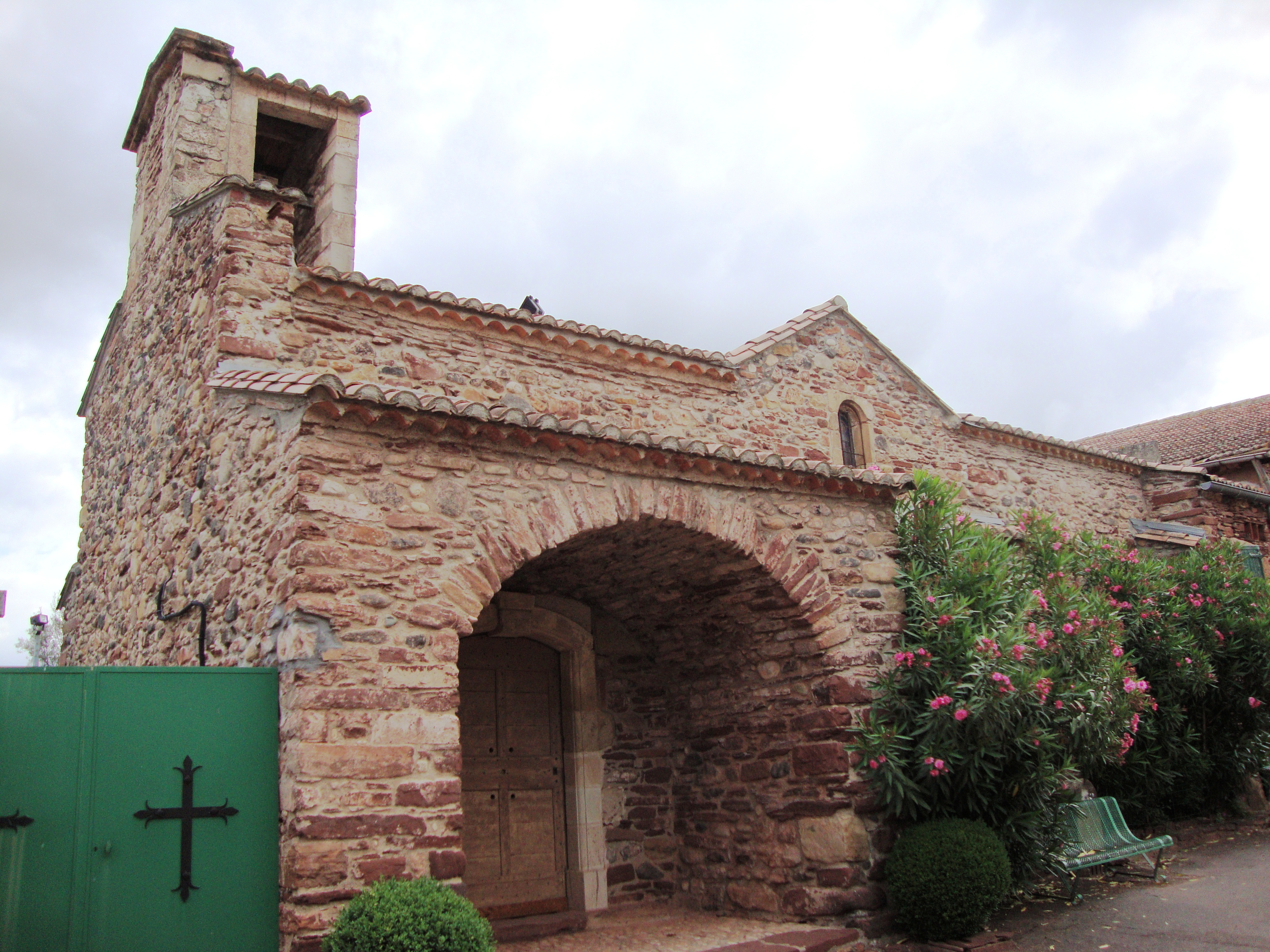
Kirche Saint-Fructueux

- Kirche Saint-Vincent-de-Saragosse in Salelles
- Kirche Saint-Martin mit Pfarrhaus in Saint-Martin
- Kirche Saint-Fructueux in Saint-Fréchoux
- mittelalterlicher und befestigter Ortskern von Le Bosc
- Alte Windmühle aus dem 18. Jahrhundert